# مصلبو (قارة)

تعديل مصدري - تعديل

مصلبو هي إحدى قرى عزلة قارة بمديرية قارة التابعة لمحافظة حجة، بلغ تعداد سكانها 223 نسمة حسب تعداد اليمن لعام 2004.